# Йоан Одран
Йоан Одран (фр. Yoan Audrin; 14 серпня 1981, Пезенас) - французький регбіст. Його позиція: крило та здебільшого центр. Від 2014 року грає за команду Рейсінг 92. 

## Клуби
- 1999—2000 : Безьє Еро
- 2000—2002 : Пезенас (Федераль 3)
- 2002—2006 : Безьє Еро
- 2006—2007 : Авірон Байонне
- 2007—2009 : Монтобан
- 2009—2011 : Кастр
- 2011—2014 : Монпельє Еро
- 2014— : Рейсінг 92

## Міжнародна кар'єра
- Збірна Франції А з регбі : Кубок Черчілля
- Барбаріанс Франсе : 2008, 2010